# مالاک کارش
مالاک کارش (انگلیسی: Malak Karsh؛ ۱ مارس ۱۹۱۵ – ۸ نوامبر ۲۰۰۱) یک عکاس ارمنی‌تبار اهل کانادا بود.
وی یکی از بنیانگذار جشنواره لاله کانادا است.